# Victor (Montana)
Victor is een plaats (census-designated place) in de Amerikaanse staat Montana, en valt bestuurlijk gezien onder Ravalli County.

## Demografie
Bij de volkstelling in 2000 werd het aantal inwoners vastgesteld op 859.

## Geografie
Volgens het United States Census Bureau beslaat de plaats een oppervlakte van
4,1 km², geheel bestaande uit land. Victor ligt op ongeveer 1041 m boven zeeniveau.

## Plaatsen in de nabije omgeving
De onderstaande figuur toont nabijgelegen plaatsen in een straal van 28 km rond Victor.